# Gate City
Gate City är administrativ huvudort i Scott County i Virginia. Vid 2010 års folkräkning hade Gate City 2 034 invånare.